# Pulverfabrik Torsebro

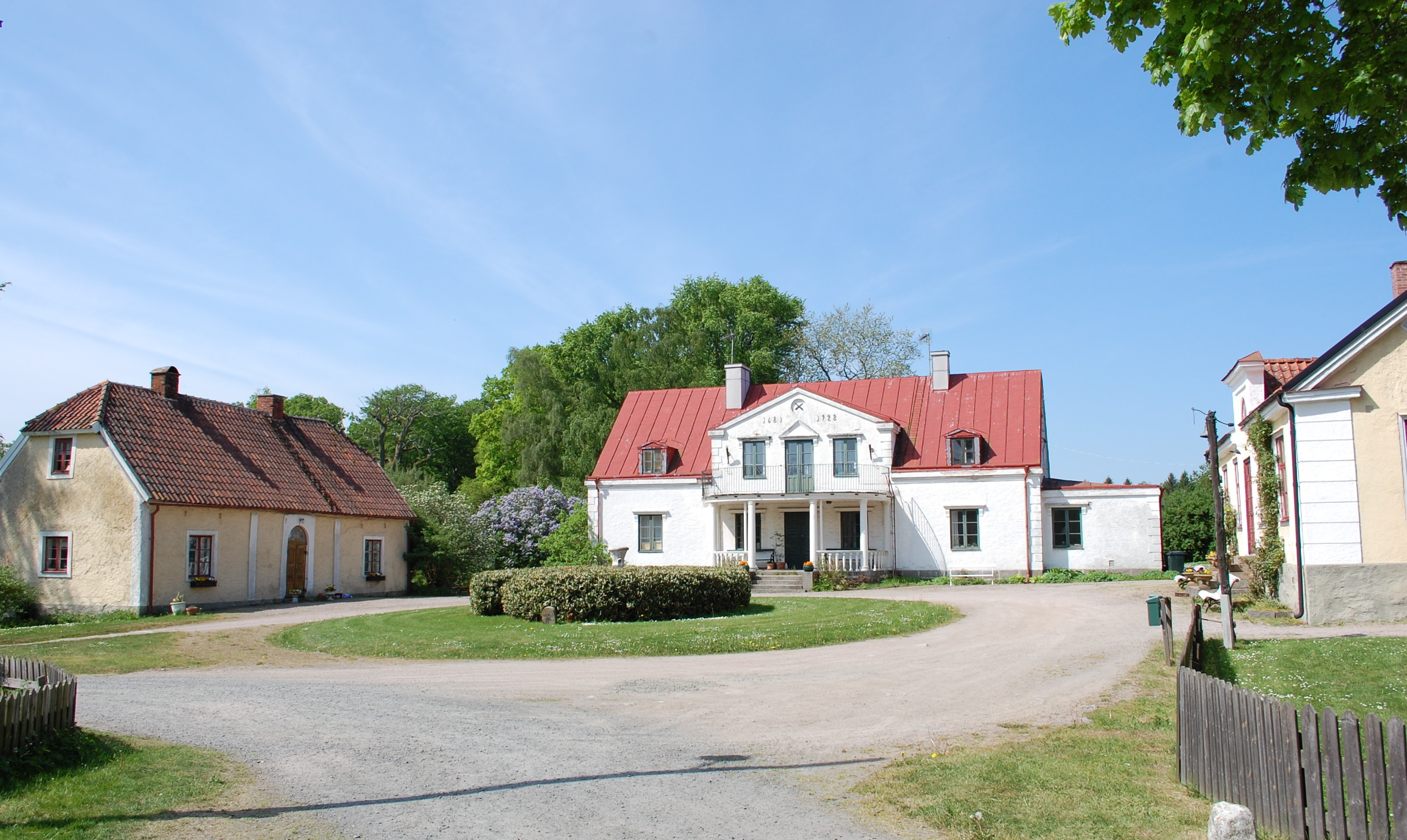
Hauptgebäude der Fabrik

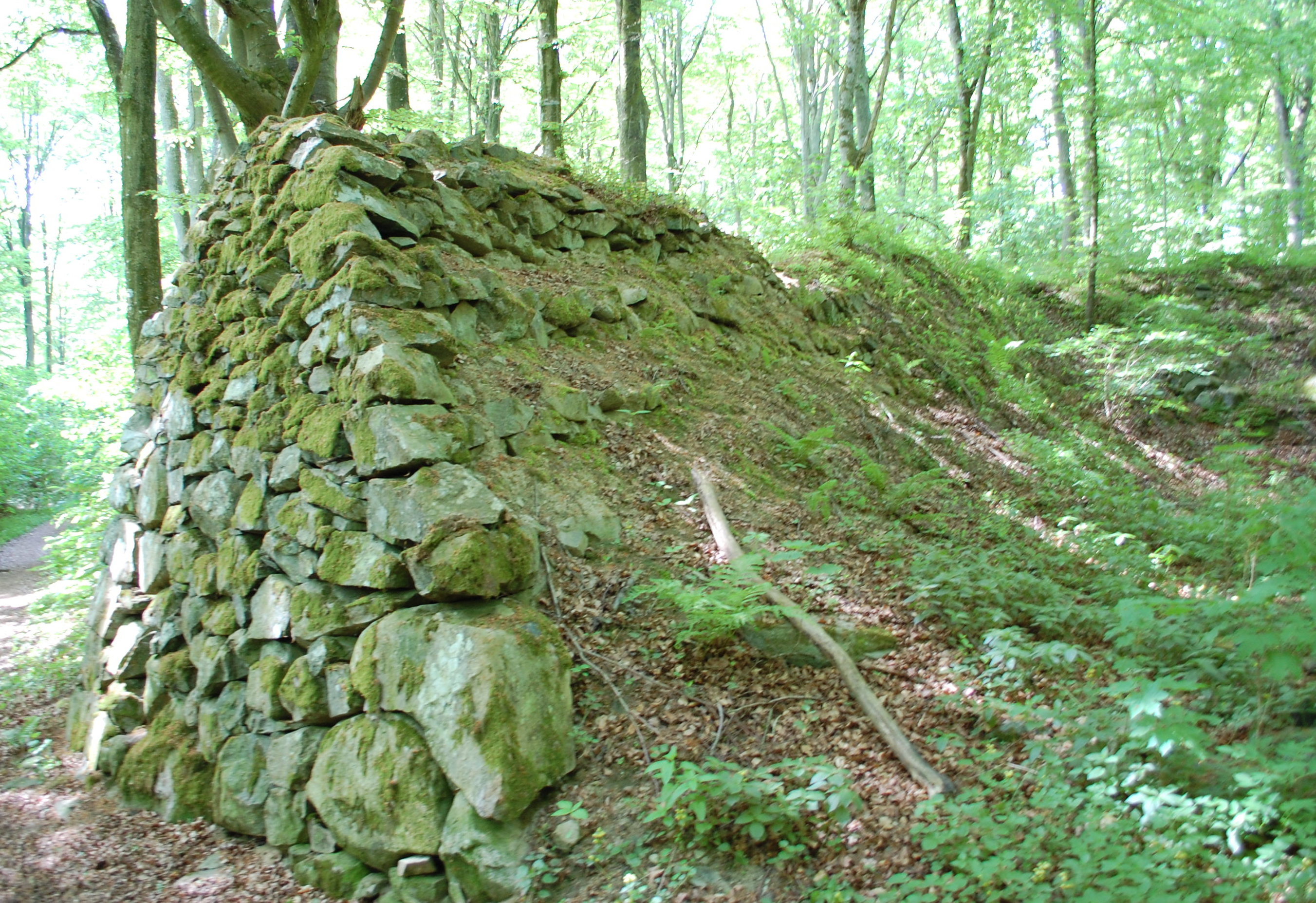
Reste der Mauer

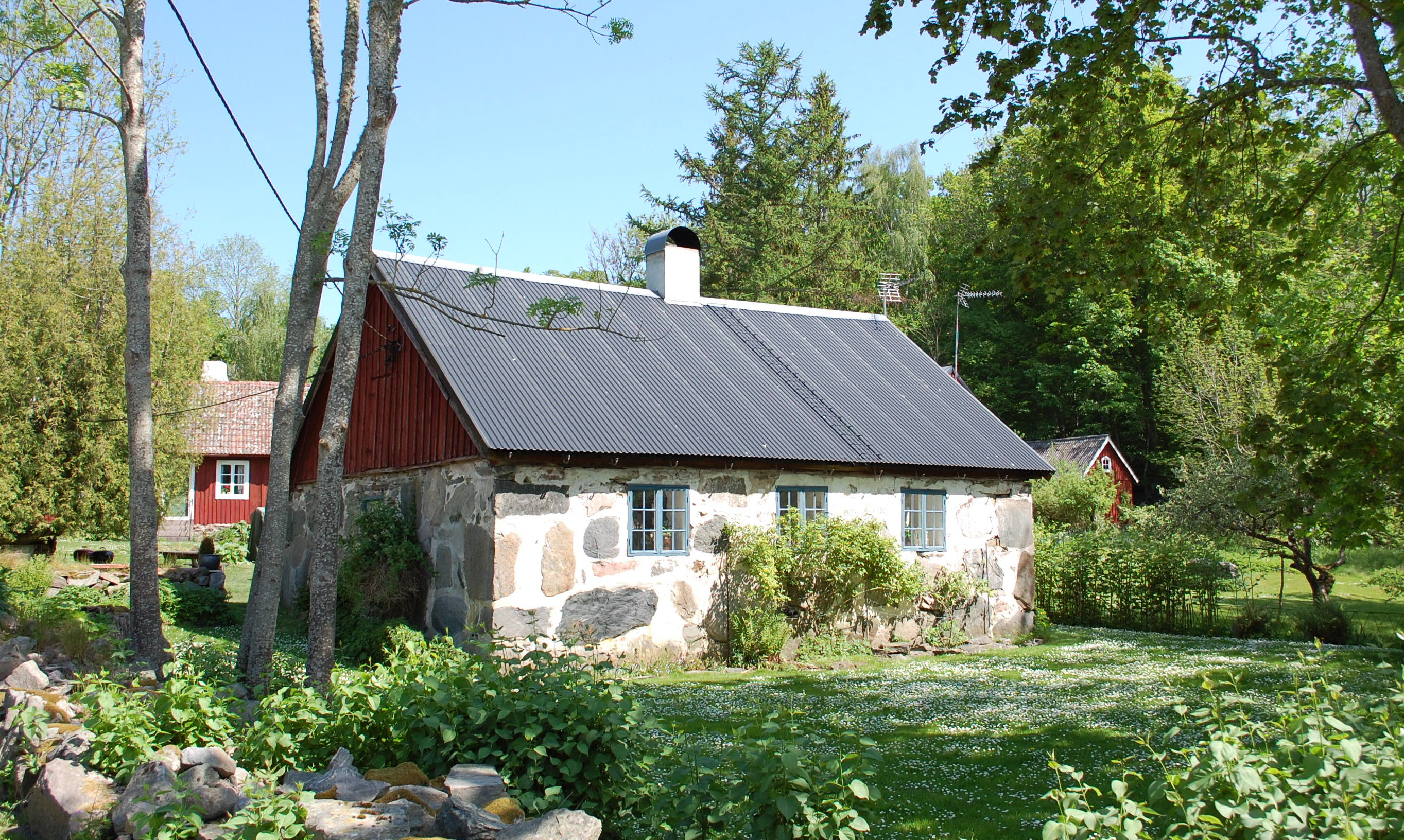
Arbeiterwohnungen

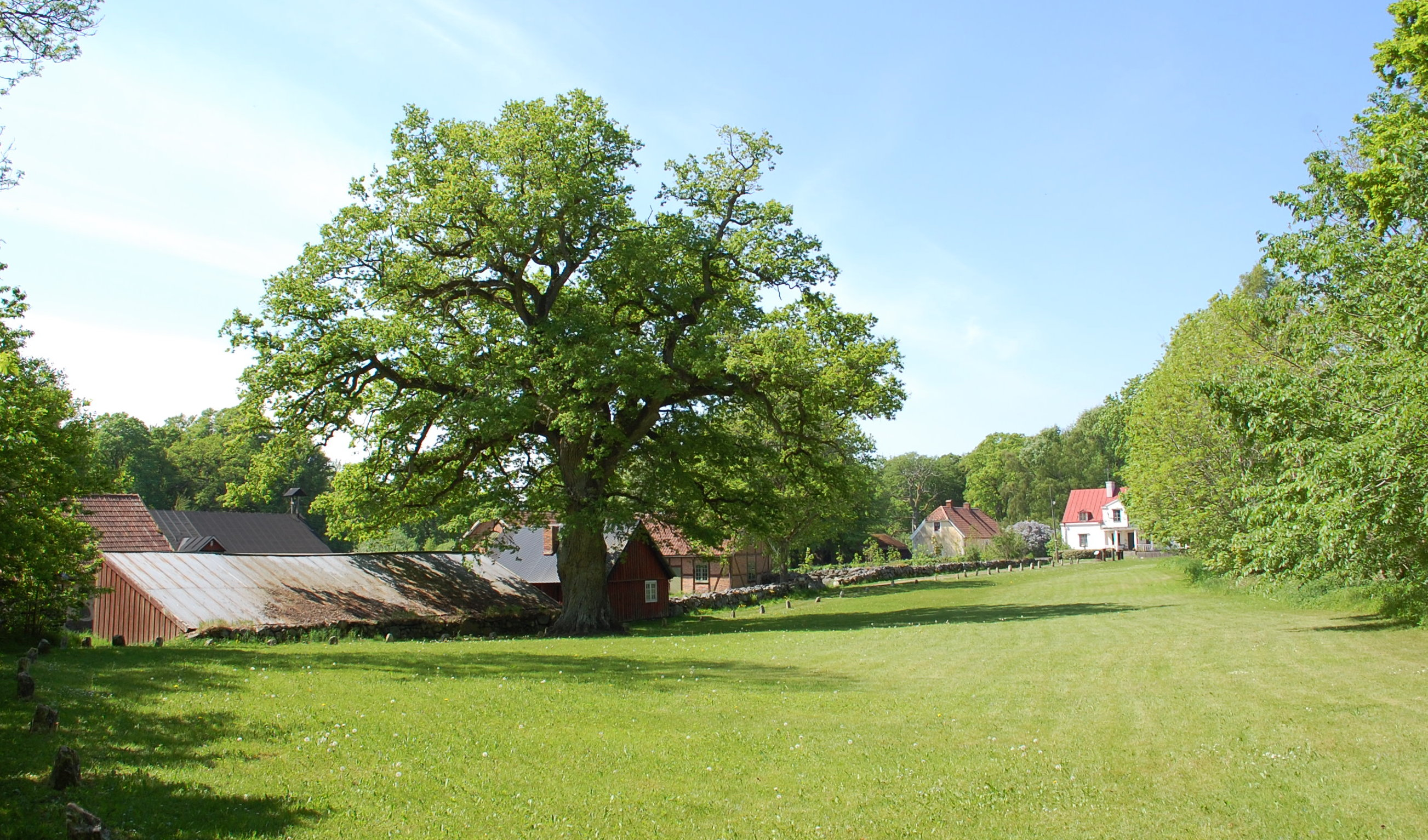
Blick auf Wirtschaftsgebäude und Haupthaus

Die Pulverfabrik Torsebro (schwedisch Torsebro krutbruk) ist eine ehemalige Pulvermühle im südschwedischen Dorf Torsebro.

## Lage
Sie befindet sich nordwestlich des Dorfs am rechten Ufer des Helge å. Die Pulvermühle besteht aus diversen weiter auseinander stehender Gebäude. Heute hat die Pulvermühle mit ihrem alten Eichenbestand einen parkartigen Charakter.

## Geschichte
Die Pulverfabrik wurde 1681 durch den schwedischen König Karl XI. gegründet. Grund für die Anlage in Torsebro war das Ziel einer Pulvererzeugung in Südschweden, um lange und gefährliche Transportwege aus den weiter nördlichen Landesteilen zu vermeiden. Auch die Nähe zur Festungsstadt Kristianstad dürfte bedeutend gewesen sein. Das hergestellte Schwarzpulver diente der schwedischen Rüstung. Der konkrete Standort wurde gewählt, um die Wasserkraft des Helge å für die Pulvermühlen nutzen zu können. Auch das für den Produktionsprozess erforderliche Brennholz war in der Nähe vorhanden. Salpeter wurde von Bauern der Region geliefert. Der benötigte Schwefel wurde aus dem Bergwerk Dylta in Närke geliefert.
Die Fabrik versorgte sich weitgehend selbst und war von einer großen steinernen Mauer umgeben. Im weitläufigen Fabrikgelände lagen, aus Sicherheitsgründen mit erheblichen Abständen, die Fabrikgebäude. Neben den Pulvermühlen am Fluss, gab es diverse Werkstätten, Arbeiterunterkünfte und das Haupthaus.
Ab 1716 betrieben die Familien Danckwardt und Stael von Holstein die Fabrik, wobei die Schwedische Krone das Monopol der Pulverherstellung in Schweden innehatte. 1770 übernahmen Stael von Holstein das Besitzrecht. Auch nach dem Ende des staatlichen Monopols im Jahr 1858 blieb es bei der Betreiberfamilie. Im Jahr 1875 wurde die Anlage modernisiert. Aus Sicherheitsgründen wurden an verschiedenen Stellen im Gelände hohe Wälle aufgeschüttet, Gebäude in die Umgebung eingepasst. Es wurden auch Bäume gepflanzt. Diese sollten im Fall einer Explosion Splitter und Gegenstände aufhalten. Die Fabrik produzierte nun vor allem Pulver für Jagdgewehre und die Steinindustrie.
1901 kaufte James Kenedy auf Råbelöv die Anlage. Die Betreibung oblag dann von 1901 bis 1916 der Gyttorps Sprängämnes AB. Nachfolger wurde die Nitroglycerinaktiebolaget die die Anlage bis 1926 fortführte.
In der Fabrik kam es häufiger zu schweren Unfällen. Das letzte große Unglück ereignete sich 1910. Bei einer Explosion der Pulvertrocknungsanlage starb ein Arbeiter.
Nach der Schließung 1926 gelangte das Anwesen in Privatbesitz. Seit 1996 steht die Anlage unter Denkmalschutz.